# 1901 en musique classique
| \| • Retour à la chronologie générale de la musique classique • \| |
| Grèce • Rome • Haut Moyen Âge • VIIIe siècle • IXe siècle • Xe siècle • XIe siècle XIIe siècle • XIIIe siècle • XIVe siècle • XVe siècle • XVIe siècle • XVIIe siècle XVIIIe siècle • XIXe siècle • XXe siècle • XXIe siècle |
| • Retour à la chronologie générale de la musique classique • |

| Années en musique classique : 1898 - 1899 - 1900 - 1901 - 1902 - 1903 - 1904    |
| Décennies en musique classique : 1870 - 1880 - 1890 - 1900 - 1910 - 1920 - 1930 |

## Événements

### Créations
- 3 février : Pelléas et Mélisande, suite tirée de la musique de scène de Gabriel Fauré, créée par l'Orchestre Lamoureux (voir 1898).
- 29 mars : Symphonie no 1, d'Alexandre Scriabine, créée à Moscou sous la direction de Vassili Safonov.
- 31 mars : Rusalka, d'Antonín Dvořák, créé à Prague.
- 30 mai : Much Ado About Nothing, opéra de Charles Villiers Stanford, créé à Londres.
- 11 septembre : le Concerto pour piano no 2 de Sergueï Rachmaninov, créé à Moscou.
- 19 octobre : Première des cinq marches Pomp and Circumstance de Sir Edward Elgar, créée à Liverpool.
- 23 octobre : Les Barbares, opéra de Saint-Saëns.
- 27 octobre : Nocturnes de Debussy, créés à Paris (voir 1900).
- 4 novembre : Le Voile du Bonheur, de Gabriel Fauré, créé à Paris.
- 20 novembre : Grisélidis, opéra de Jules Massenet, créé à Paris au Théâtre national de l'Opéra-Comique.
- 21 novembre : Feuersnot, op. 50, opéra en un acte de Richard Strauss à Dresde.
- 25 novembre : Symphonie no 4 de Gustav Mahler, créée à Munich.
- 14 décembre : Paris: The Song of a Great City de Frederick Delius, créé à Elberfeld par Hans Haym.
- 21 décembre : Madame Chrysanthème, opéra d'André Messager avec Edmond Clément et Mary Garden, création Opéra de Monte-Carlo[1]

Date indéterminée
- Sonates de Piano no 1 et no 2, opus 74 et 75 en si bémol mineur et mi mineur d'Alexandre Glazounov.
- Georges Enesco
  - Rhapsodies Roumaines no 1 en la majeur et no 2 en ré major, op. 11 (créées le 8 mars 1903)
  - Symphonie concertante pour violoncelle et orchestre en si mineur, op. 8 (créée le 14 mars 1909)
- Quintette à cordes d'Ottorino Respighi.

## Naissances

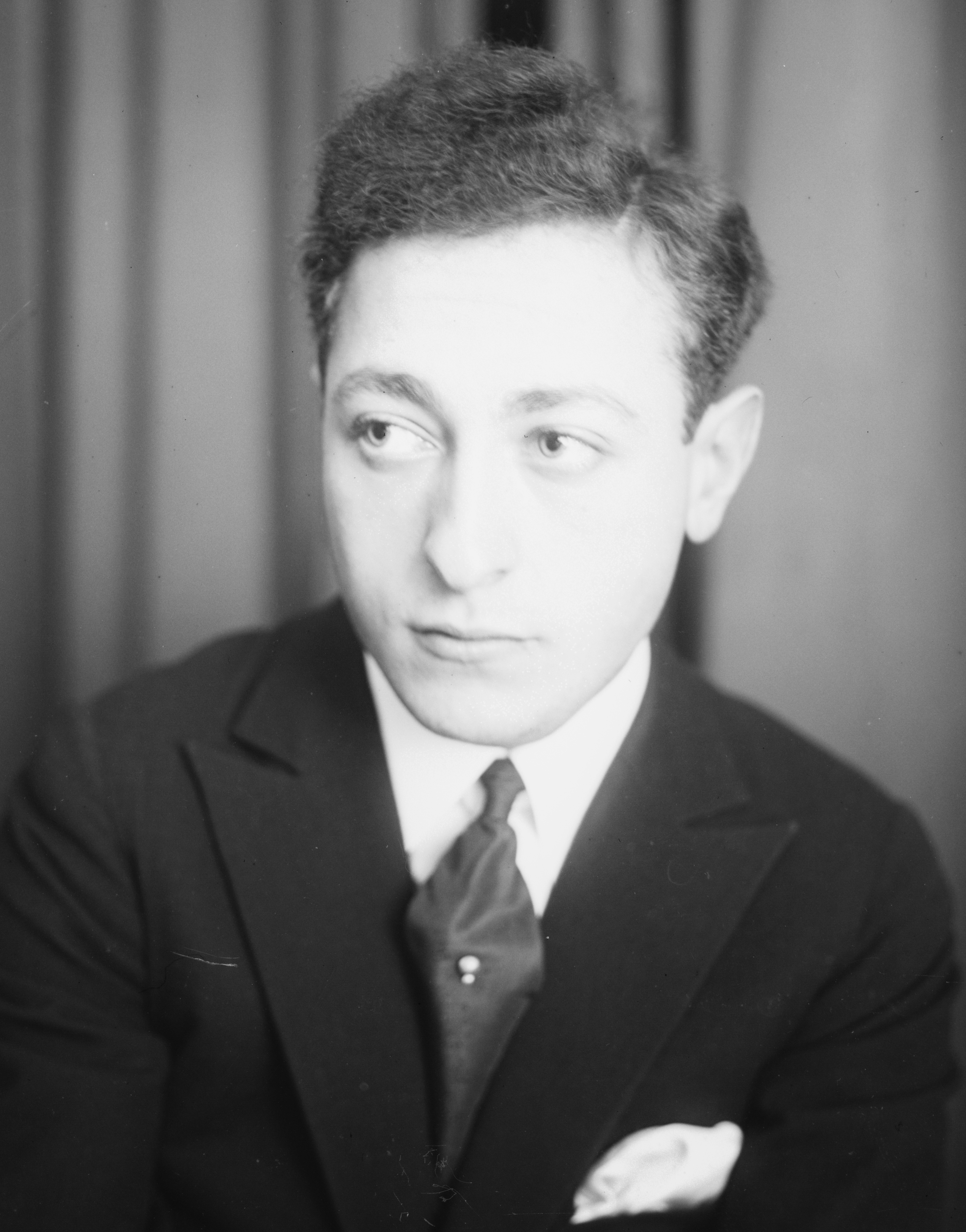
Jascha Heifetz

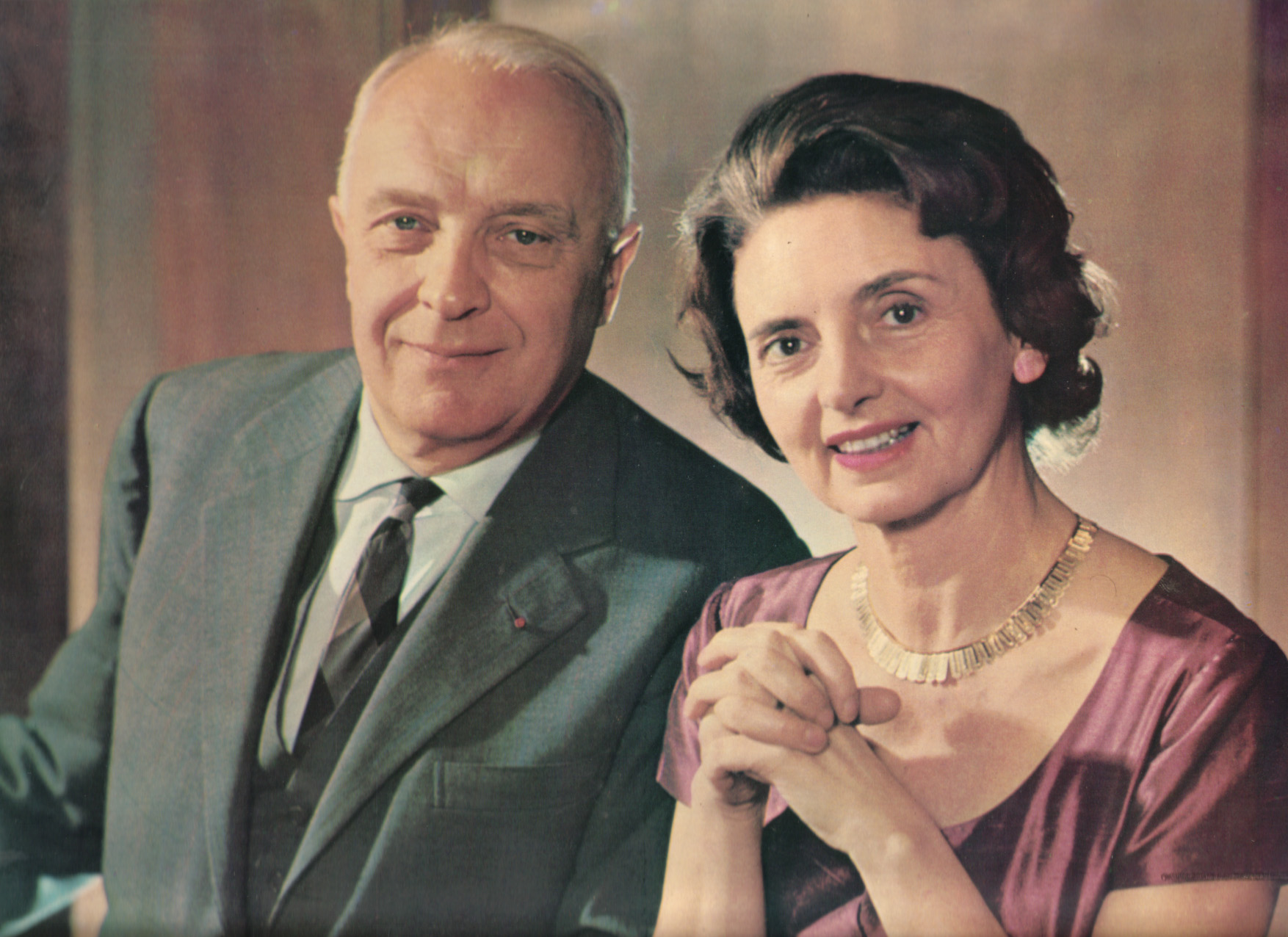
Robert et Gaby Casadesus

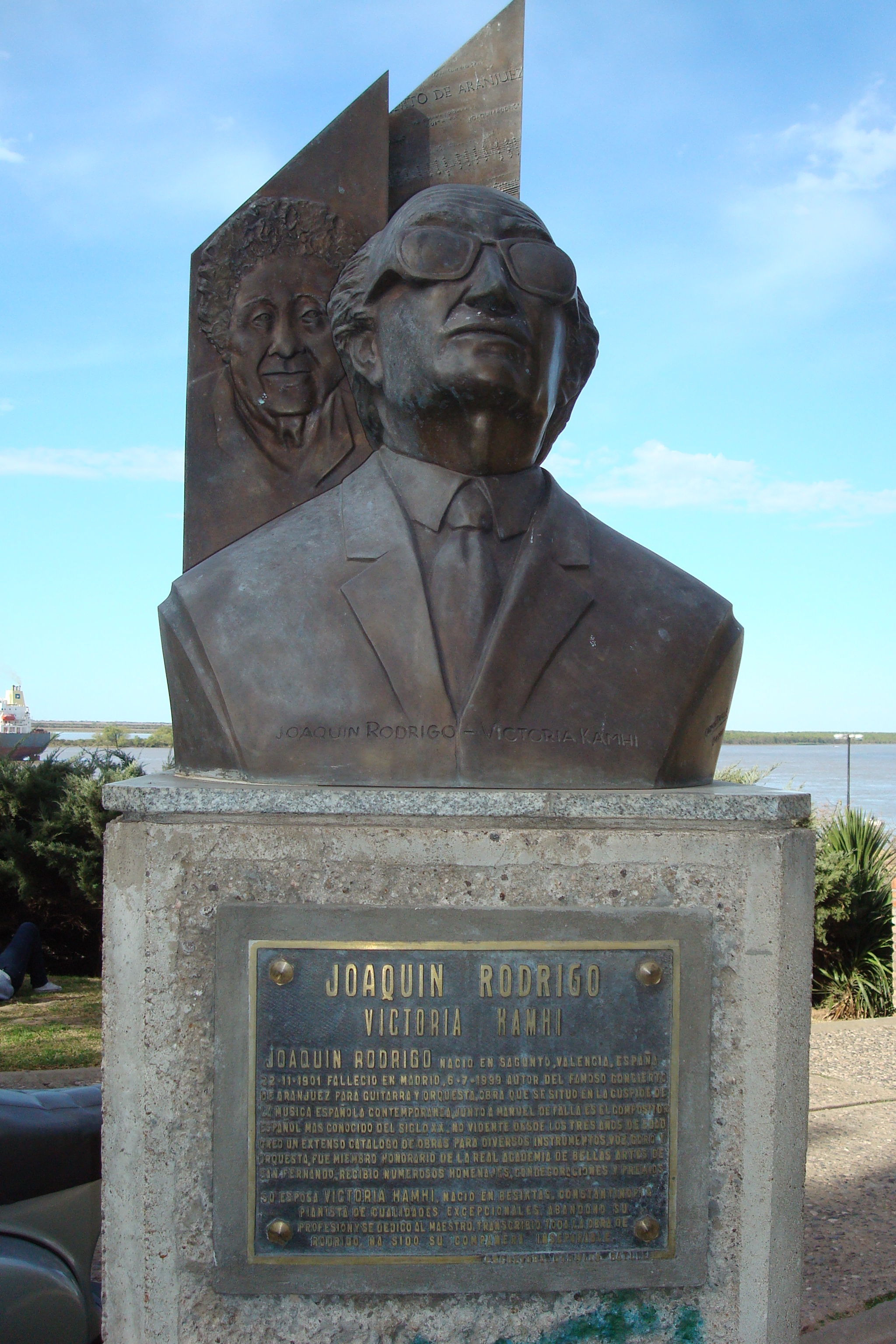
Buste de Joaquín Rodrigo.

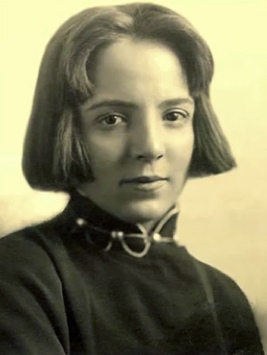
Sophie-Carmen Eckhardt-Gramatté

- 2 janvier : Torsten Ralf, ténor suédois († 27 avril 1954).
- 22 janvier : Hans Erich Apostel, compositeur autrichien († 30 novembre 1972).
- 24 janvier : Willy Czernik, compositeur et chef d'orchestre allemand († 6 janvier 1996).
- 31 janvier : Blaž Arnič, compositeur slovène († 1er février 1970).
- 2 février :
  - Gerhard Hüsch, baryton allemand († 23 novembre 1984).
  - Jascha Heifetz, violoniste russo-américain († 10 décembre 1987).
- 24 février : Franz Rupp, pianiste allemand († 27 mai 1992).
- 16 mars : Seiichi Suzuki, compositeur japonais († 27 mai 1980).
- 12 avril : François Étienne, clarinettiste classique français († 12 juillet 1970).
- 16 avril : Karel Albert, compositeur belge († 23 mai 1987).
- 21 avril : Julián Bautista, compositeur et chef d'orchestre espagnol († 8 juillet 1961).
- 7 mai : Marcel Poot, compositeur belge († 12 juin 1988).
- 8 mai :
  - Vladimir Sofronitsky, pianiste russe († 26 août 1961).
  - Mihály Székely, chanteur d'opéra hongrois (basse) († 22 mars 1963).
- 10 mai : Max Lorenz, heldentenor allemand († 11 janvier 1975).
- 17 mai : Werner Egk, compositeur allemand († 10 juillet 1983).
- 18 mai : Henri Sauguet, compositeur français († 22 juin 1989).
- 23 mai : Edmund Rubbra, compositeur anglais († 14 février 1986).
- 25 mai : Jean Borthayre, baryton français († 25 avril 1984).
- 29 mai : Wolfgang Schmieder, musicologue allemand († 8 novembre 1990).
- 30 mai : Walter Felsenstein, metteur en scène de théâtre et d'opéra († 8 octobre 1975).
- 16 juin : Conrad Beck, compositeur suisse († 31 octobre 1989).
- 24 juin :
  - Marcel Mule, saxophoniste français († 18 décembre 2001).
  - Harry Partch, compositeur et constructeur d'instruments de musique américain († 3 septembre 1974).
- 29 juin :
  - Hendrik Diels, chef d'orchestre et compositeur flamand († 12 octobre 1974).
  - Nelson Eddy, chanteur d'opérette et acteur américain († 6 mars 1967).
- 13 juillet : Reginald Goodall, chef d'orchestre anglais († 5 mai 1990).
- 14 juillet : Gerald Finzi, compositeur britannique († 27 septembre 1956).
- 24 juillet : Ruth Crawford Seeger, compositrice et musicologue américaine († 18 novembre 1953).
- 3 août : Bernard Reichel, compositeur et musicien vaudois († 10 décembre 1992).
- 9 août : Gaby Casadesus, pianiste française († 12 novembre 1999).
- 11 août : Guido Agosti, pianiste italien († 2 juin 1989).
- 13 août : Ian Whyte, chef d'orchestre et compositeur écossais († 27 mars 1960).
- 14 août :
  - Franz Konwitschny, chef d'orchestre allemand († 28 juillet 1962).
  - Antonio Pedrotti, chef d'orchestre italien († 15 mai 1975).
- 17 août : Henri Tomasi, compositeur et chef d'orchestre († 13 janvier 1971).
- 9 septembre : James Blades, percussionniste anglais († 19 mai 1999).
- 12 septembre : Ernst Pepping, compositeur allemand († 1er février 1981).
- 21 septembre : Frederick Thurston, clarinettiste anglais († 12 décembre 1953).
- 2 octobre : Walther Aeschbacher, chef d'orchestre et compositeur suisse († 6 décembre 1969).
- 8 octobre : Eivind Groven, compositeur norvégien microtonal († 8 février 1977).
- 28 octobre : Giovanni Voyer, ténor espagnol († 29 novembre 1976).
- 1er novembre : Hans Heinz Stuckenschmidt, musicologue et critique musical allemand († 15 août 1988).
- 17 novembre : Raymond Chevreuille, compositeur et ingénieur du son belge († 9 mai 1976).
- 22 novembre : Joaquín Rodrigo, compositeur espagnol († 6 juillet 1999).
- 25 novembre : Tibor Serly, altiste, violoniste et compositeur hongrois († 8 octobre 1978).
- 1 décembre : Dorothy James, compositrice et professeur de musique américaine († 1er décembre 1982).
- 5 décembre : 
  - Hanns Jelinek, compositeur et professeur de musique autrichien († 27 janvier 1969).
  - Nanine Bassot, compositrice française († 24 mars 1989).
- 7 décembre : Bernadette Delprat, soprano française († 27 février 1971).
- 19 décembre : Dimitar Nenov, compositeur bulgare († 30 août 1953).
- 24 décembre : Sophie-Carmen Eckhardt-Gramatté, compositrice, pianiste, violoniste et pédagogue canadienne († 2 décembre 1974).
- 31 décembre : Lionel Daunais, chanteur, baryton d'opéra, compositeur, comédien et metteur en scène québécois († 18 juillet 1982).

## Décès

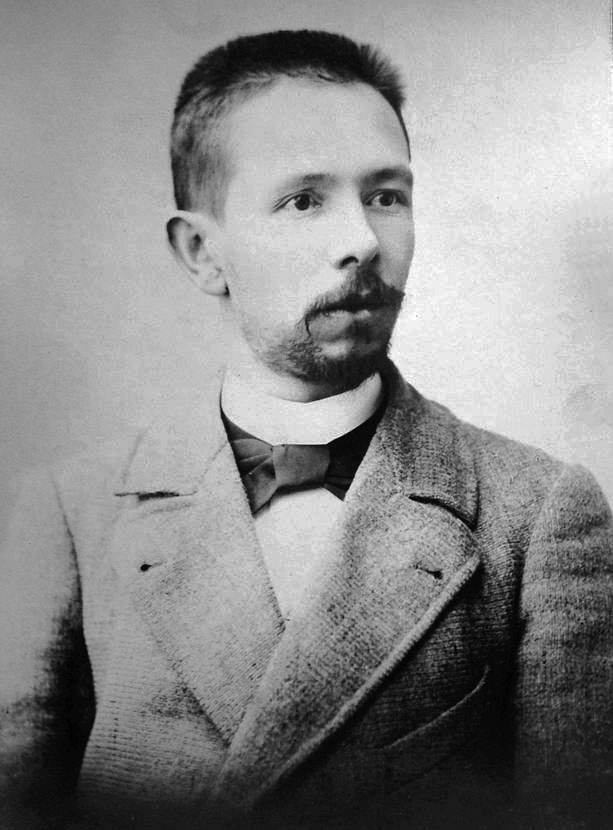
Vassili Kalinnikov

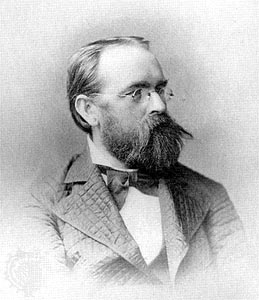
Josef Rheinberger

- 11 janvier : Vassili Kalinnikov, compositeur russe (° 13 janvier 1866).
- 13 janvier : 
  - Franz Servais, compositeur et chef d'orchestre belge (° 19 mars 1846).
  - Jules Cohen, compositeur français (° 2 novembre 1835).
- 24 janvier : Eugène Sauzay, violoniste et compositeur français (° 14 juillet 1809).
- 27 janvier : Giuseppe Verdi, compositeur italien (° 10 octobre 1813).
- 29 janvier : 
  - Eugène Jancourt, bassoniste, compositeur et pédagogue français (° 15 décembre 1815).
  - Frantz Liouville, compositeur français (° 5 février 1833).
- 1er février : Pierre Barbedette, compositeur, musicographe, critique musical et homme politique français (° 6 mars 1827).
- 7 février : Benjamin Edward Woolf, violoniste, compositeur, dramaturge et journaliste américain (° 16 février 1836).
- 9 février : Marcella Lotti della Santa, soprano italienne (° septembre 1831)
- 17 février : Ethelbert Nevin, pianiste et compositeur américain (° 25 novembre 1862).
- 25 février : Léonce Cohen, compositeur français (° 12 février 1829).
- 8 mars : Peter Benoit, compositeur et professeur de musique belge (° 17 août 1834).
- 19 mars : Philippe Gille, librettiste français (° 10 décembre 1831).
- 31 mars : John Stainer, organiste et compositeur anglais de musique religieuse (° 6 juin 1840).
- 11 avril : Ivar Hallström, pianiste et compositeur suédois (° 5 juin 1826).
- 9 mai : Gottfried von Preyer, compositeur autrichien (° 15 mars 1807).
- 18 mai : Arthur Cobalet, chanteur d'opéra baryton français (° 4 janvier 1855).
- 23 juin : Charles Kensington Salaman, pianiste et compositeur britannique (° 3 mars 1814).
- 27 juin : Cornelius Gurlitt, organiste et compositeur allemand (° 10 février 1820).
- 18 juillet : Carlo Alfredo Piatti, violoncelliste et compositeur italien (° 8 janvier 1822).
- 17 août : Edmond Audran, compositeur français (° 11 avril 1842).
- 3 septembre : Friedrich Chrysander, historien de la musique et critique musical allemand (° 8 juillet 1826).
- 5 novembre : Laurent Grillet, violoniste, compositeur et chef d'orchestre français (° 27 mai 1850).
- 25 novembre : Édouard Broustet, compositeur français (° 29 avril 1836).
- 15 décembre : Elias Álvares Lobo, compositeur brésilien (° 9 août 1834).
- 25 décembre : Josef Rheinberger, compositeur et pédagogue allemand, originaire du Liechtenstein (° 17 mars 1839).

Date indéterminée
- Adolphe Jaime, vaudevilliste et librettiste français (° 1824).
- Emma Zilli, soprano italienne (° 11 novembre 1864).